# 藍色孤挺花
藍色孤挺花（学名：Worsleya procera）是石蒜科藍色孤挺花屬的唯一种。其鳞茎是整个石蒜亚科中最大的，大部分位于地上，高度可达1.5米，基部宽度可达30厘米。花硕大，花瓣淡紫色至藍色。花序和花型與孤挺花類似，故中英文都被稱為藍色孤挺花（blue amaryllis）。属名“Worsleya”为纪念曾多次赴南美开展植物考察的英国探险者Arthington Worsley。
蓝色孤挺花原產於南美洲的巴西東部，是巴西特有種，因而得英文俗名“empress of brazil”（巴西女王）。依据 IUCN 3.1 标准被评为极危（CR）物种。

## 形態
蓝色孤挺花为多年生草本植物，具大型地上鳞茎，高可达约 1.5 米，是石蒜科石蒜亚科中体型最为高大且极为稀有的物种之一。葉绿色，弯曲呈镰刀状。伞形花序通常顶生6朶以上的花，每朵直径約15公分，花瓣淡紫色至藍色，表面常具极细小的斑点。種子黑色，半圓形。

## 生境
野生的蓝色孤挺花偏好生长于极端且潮湿的环境中，常见于日照充足、邻近瀑布且土壤肥沃的花岗岩岩面上。因此，该物种常被归类为岩生植物，即适应于岩石表面或岩隙中生长的植物类型。

## 栽培
蓝色孤挺花的栽培难度较高，对环境与管理条件要求严格。其培养基质需兼具良好的通气性与保水性；光照方面，以全日照为最理想。容器以素烧陶盆（因其高度透气性，需频繁浇水以维持湿度）或塑膠盆（应于盆侧钻孔以增强通气性）为佳。
播種時常以浮石作为主要播种介質，亦可使用水苔，但采用水苔时种子腐烂而无法萌发的风险较高。播种后约四個星期开始发芽，从播种至首次开花通常需时约九年。

## 分類

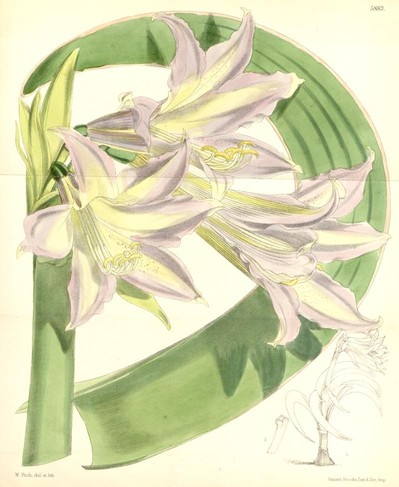
藍色孤挺花的植物畫

藍色孤挺花屬是一個單種屬，屬內只有藍色孤挺花一個種。藍色孤挺花以前的學名稱為Worsleya rayneri，這個名稱已經被認為是Worsleya procera的異名。
藍色孤挺花的同物異名植物：
- Amaryllis procera Duch.
- Amaryllis rayneri Hook.f.
- Hippeastrum procerum Lem.
- Worsleya rayneri (Hook.f.) Traub & Moldenke

## 外部連結
维基共享资源上的相關多媒體資源：藍色孤挺花
 維基物種上的相關：藍色孤挺花
- The International Plant Names Index: Worsleya （页面存档备份，存于） （國際植物名稱索引）